# Bruno Casanova
Bruno Casanova, född 1 juni 1964 i Cervia, är en italiensk roadracingförare som var aktiv i världsmästerskapen i Grand Prix Roadracing från säsongen 1984 till säsongen 1994. Han deltog i klasserna 80GP, 125GP och 250GP.
De första åren  körde Casanova bara enstaka VM-lopp. Han körde istället i europamästerskapen 1983-1986 och blev europamästare i 80-kubiksklassen 1986. Roadracing-VM 1987 deltog han fullt ut i 125-klassen och blev tvåa i VM efter suveräne Fausto Gresini som vann 10 av 11 Grand Prix. Casanova tog fem andraplatser och två tredjeplatser. Säsongen 1988 körde Casanova 250-klassen men återvände sedan till 125-klassen, där han blev kvar resten av sin GP-karriär. Roadracing-VM 1990 blev han VM-sjua efter två andraplatser och tre tredjeplatser. Roadracing-VM 1992 blev han femma efter Grand Prix-segern i Tysklands GP, två andraplatser och en tredjeplats.